# Myoglanis
Myoglanis es un género de peces actinopeterigios de agua dulce, distribuidos por ríos y lagos de América del Sur.

## Especies
Existen tres especies reconocidas en este género:
- Myoglanis aspredinoides DoNascimiento y Lundberg, 2005
- Myoglanis koepckei Chang, 1999
- Myoglanis potaroensis Eigenmann, 1912